# Chondracanthus lepidionis
Chondracanthus lepidionis – gatunek widłonoga z rodziny Chondracanthidae. Nazwa naukowa tego gatunku skorupiaków została opublikowana w 1970 roku przez kanadyjskiego parazytologa polskiego pochodzenia Zbigniewa Kabatę.